# Rachel Proctor
Rachel Christine Proctor (Charleston, 11 agosto 1974) è una cantautrice statunitense.

## Biografia
Rachel Proctor ha partecipato al talent show Star Search e, a diciotto anni, ha iniziato a scrivere canzoni per altri cantanti e ad esibirsi in band locali. Dopo essersi trasferita a Nashville, è stato pubblicato il suo primo album Where I Belong, che ha raggiunto la 66ª posizione della Billboard 200. È stato promosso in particolare modo dal singolo Me and Emily, piazzatosi alla numero 18 della Hot Country Songs.

## Discografia

### Album in studio
- 2004 – Where I Belong
- 2007 – Only Lonely Girl
- 2009 – What Didn't Kill Me

### Singoli
- 2003 – Days Like This
- 2004 – Didn't I
- 2004 – Me and Emily
- 2004 – Where I Belong